# 卡門內葡萄

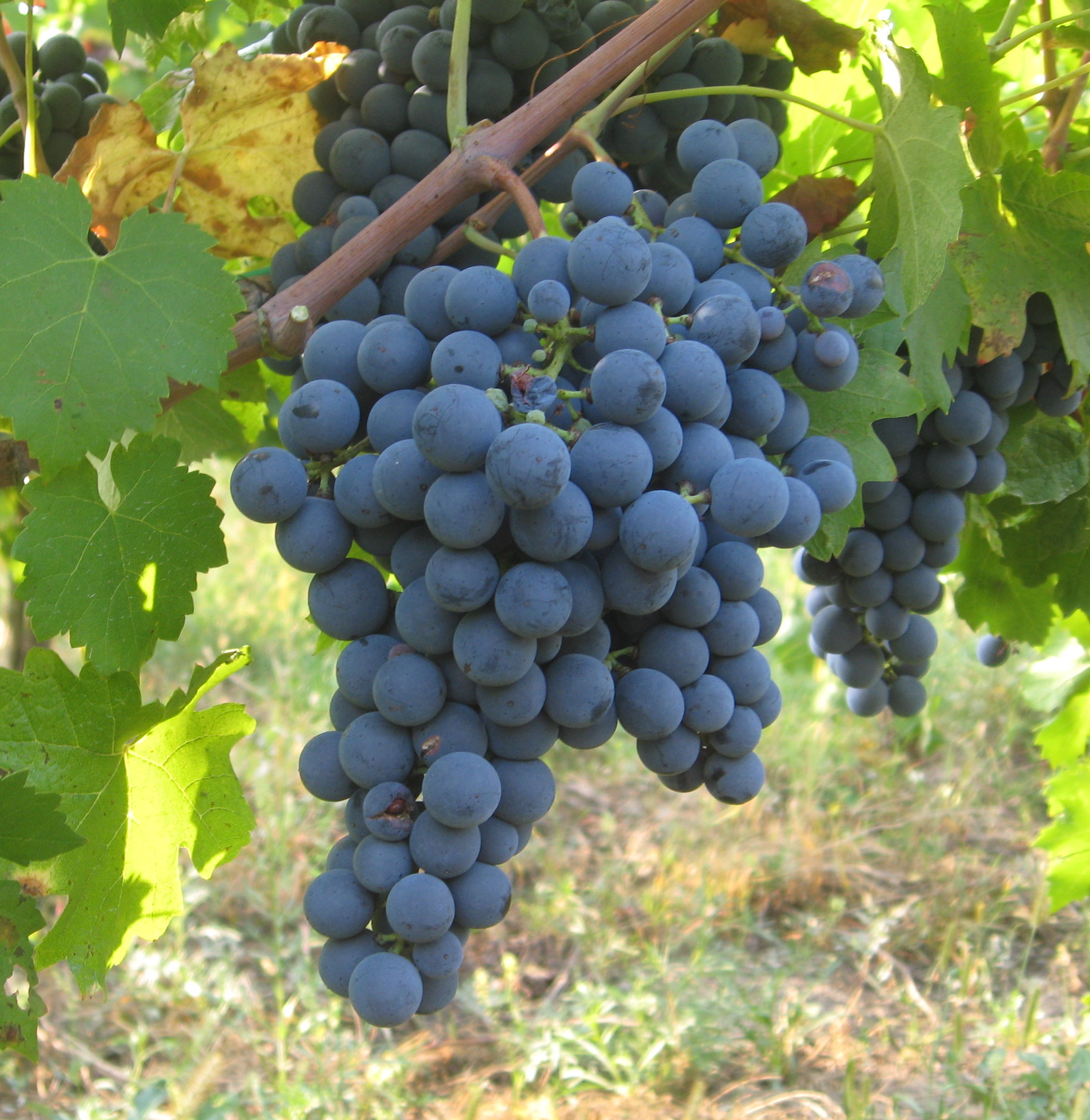
卡門內葡萄

卡門內（法語：Carménère）或譯為佳美娜、卡門內爾、佳美娜，是一種釀酒葡萄品種。它最初栽種於法國波爾多的梅多克，可釀造出深紅色澤的葡萄酒，偶時也與小維多等品種混合製成混釀酒款。
身為赤霞珠葡萄家族的一員，它的名字「Carménère」源自於法語的「赤紅」（carmin），意指它的秋葉在落葉前所呈現的燦爛的緋紅色。卡門內葡萄又稱為大維督爾（Grande Vidure），是古老的波爾多葡萄酒代稱，但現今歐盟規章已禁止智利以此名稱在歐盟地區進口葡萄酒。它和赤霞珠、品麗珠、梅洛、马尔贝克和小維多是法國最早用於釀酒的六種波爾多紅葡萄。
佳美娜葡萄現在法國已經很稀少，世界最大的栽種地是南美洲的智利。智利保留超過8800公頃的種植面積（2009年），是佳美娜葡萄酒的主要產地，也致力於混釀實驗，發展佳美娜葡萄作為混合酒的潛力，其中又以搭配赤霞珠的組合最為普遍。此外，佳美娜葡萄也種植於義大利威尼托東部和弗留利-威尼斯朱利亞地區。美國加州和瓦拉瓦拉地區也有小面積的栽種。

## 外部連結
- Carménère Al Mundo Asociación de Ingenieros Agrónomos de Chile （西班牙文）
- Carmenere, lost grape of Bordeaux （页面存档备份，存于） Wines & Vines article （英文）